# 기사 (선수)
기사(棋士/碁士)는 바둑이나 장기, 오목, 쇼기 등의 추상전략게임을 두는 선수를 말한다. 기(棋/碁)는 추상전략게임을 뜻하는 한자이다. 다른 마인드 스포츠 선수를 가리키는 말로는 거의 쓰이지 않는다.
바둑 기사, 장기 기사, 체스 기사, 오목 기사, 쇼기 기사 등이 있다. 다만 세계체스연맹에는 직업적인 선수 등록제도가 없다.